# Rio Curpenoasa
O Rio Curpenoasa é um rio da Romênia, afluente do Jiu, localizado no distrito de Gorj.